# Giuiria unica
Giuiria unica är en spindelart som beskrevs av Embrik Strand 1906. Giuiria unica ingår i släktet Giuiria och familjen hoppspindlar. Inga underarter finns listade i Catalogue of Life.